# 빌 헤이더
빌 헤이더(Bill Hader, 1978년 6월 7일 ~ )는 미국의 배우, 코미디언, 작가, 제작자, 연출가이다.

## 작품 목록

### 영화
- 허니문 크래셔 (2006)
- 사고친 후에 (2007)
- 핫 로드 (2007)
- 슈퍼배드 (2007)
- 파인애플 익스프레스 (2008)
- 트로픽 썬더 (2008)
- 사랑이 어떻게 변하니? (2008)
- 어드벤처랜드 (2009)
- 박물관이 살아있다 2 (2009)
- 서기 1년 (2009)
- 아이스 에이지 3: 공룡시대 (2009) - 목소리
- 하늘에서 음식이 내린다면 (2009) - 목소리
- 스콧 필그림 (2010)
- 황당한 외계인: 폴 (2011)
- 빨간 모자의 진실 2 (2011) - 목소리
- 맨 인 블랙 3 (2012)
- 디스 이즈 40 (2012)
- 슈퍼노바 지구 탈출기 (2013) - 목소리
- 몬스터 대학교 (2013) - 목소리
- 스타트렉 다크니스 (2013) - 목소리 출연
- 터보 (2013) - 목소리
- 더 투 두 리스트 (2013) - 주연, 총제작자
- 하늘에서 음식이 내린다면 2 (2013) - 목소리
- 그녀 (2013) - 목소리 출연
- 스켈리턴 트윈스 (2014)
- 엘리노어 릭비 (2014)
- 22 점프 스트리트 (2014)
- 엑시덴탈 러브 (2015)
- 나를 미치게 하는 여자 (2015)
- 인사이드 아웃 (2015) - 소심 역 (목소리, 각본 참여)
- 매기스 플랜 (2015)
- 라일리의 첫번째 데이트? (2015) - 목소리
- 앵그리버드 더 무비 (2016) - 목소리
- 팝스타: 네버 스탑 네버 스토핑 (2016)
- 도리를 찾아서 (2016) - 목소리
- 마이 리틀 자이언트 (2016) - 목소리
- 소시지 파티 (2016) - 목소리
- 파워레인져스: 더 비기닝 (2017) - 목소리 출연
- 주먹왕 랄프 2: 인터넷 속으로 (2018) - JP 스팸리 역 (목소리)
- 토이 스토리 4 (2019) - 목소리
- 앵그리 버드 2: 독수리 왕국의 침공 (2019) - 목소리
- 그것: 두 번째 이야기 (2019)
- 노엘 (2019)
- 아담스 패밀리 2 (2021) - 목소리
- 버즈 라이트이어 (2022) - 목소리
- 보 이즈 어프레이드 (2023)

### 텔레비전
- 새터데이 나이트 라이브 (2005-13)
- 배리 (2018-23) - 공동 창작자, 연출가, 작가, 총제작자

### 뮤직비디오
- 더 론리 아일랜드의 "Like a Boss" (2009)
- 더 론리 아일랜드의 "Great Day" (2010)
- 뉴 포르노그래퍼스의 "Moves" (2011)
- 스티브 마틴의 "Caroline" (2017)